# 용승

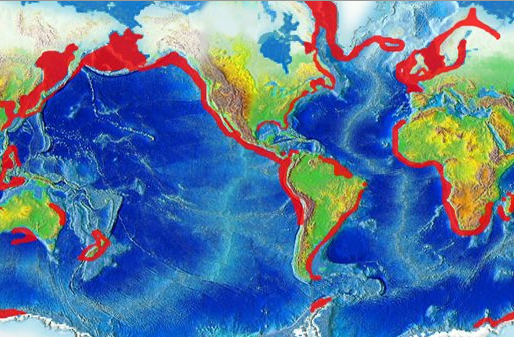
전 세계의 용승 (빨간색)

용승(湧昇)은 온도가 차고 영양염이 많은 심층수가 바람의 작용으로 인해 온도가 높고 영양염이 고갈된 표층수를 제치고 올라오는 해양학적 현상이다. 용승이 발생하는 지역은 심층수의 풍부한 영양 덕택에 좋은 어장이 된다.

## 개요
세계의 바다는 표면의 바닷물이 침강하고 있는 해역, 깊은 곳에 있는 바닷물이 해면으로 용승하고 있는 해역, 그리고 중간해역으로 크게 분류할 수 있다. 이들 중 가장 중요한 것은 용승해역이다. 해면에서 식물성 플랑크톤이 번식하면 바닷물 속에 함유되어 있는 영양 염류를 다 소비하게 되는데, 용승해역에서는 깊은 곳에서 그것이 무한정 공급되기 때문에 식물성 플랑크톤이 잘 자란다. 이와 같은 해역은 풍요롭고, 바닷물 색깔도 황록색이다. 또한 쿠로시오해류처럼 용승이 일어나기 어려운 해류라도 역학적으로 용승이 일어난다.  용승의 속도는 극단적으로 느리며, 관측이 불가능할 정도이다. 특정 지역에서 해면의 바닷물이 어느 정도 사방으로 발산하고 있으므로 그것을 보완하는 용승의 속도는 이론적으로 추정할 수 있을 뿐이다. 방사성 물질을 사용하여 추적하려는 시도도 해보았으나 용승의 미세한 속도를 측정하는 것은 쉽지 않다.  그 밖에 냉수괴 같은 시계반대방향(북반구)으로 흐르는 수괴(水槐)에서는 용승이 일어나며, 시계방향으로 흐르는 수괴에서는 침강(북반구)이 일어난다. 구로시오해류의 남쪽으로 펼쳐지는 아열대바다는 거대한 침강 해역이다. 대서양 만류의 바깥쪽, 즉 자매해역은 살가소해(海)로서 투명도는 60-70m에 달한다. 이러한 침강해역에는 생물다운 생물이 없다.

## 같이 보기
- 침강